# Прямий кут

Прямий кут

Прямий кут — кут величиною 90° (π/2) (що відповідає чверті повного оберту). Його можна визначити як кут, добуток якого на два дорівнює половині повного оберту, тобто 180°. Синус прямого кута дорівнює 1, косинус — 0. Прямий кут утворюється на перетині двох перпендикулярних прямих. Наявність прямого кута в трикутнику визначає прямокутний трикутник.
В різних одиницях прямий кут дорівнює:
- 90°
- π/2 радіан
- 100 град
- 8 ділень (в розі з 32 діленнями)
- 6 годин (астрономічне часовий кут)
- ∞% град на шкалі тангенсів
- 100 % град на шкалі синусів.

Назва походить з лат. angulus rectus; тут rectus означає «прямо вгору», тобто, вертикальний перперндикуляр до горизонтальної лінії.